# Sony Ericsson J108i (Cedar)
Sony Ericsson J108i — четырёхдиапазонный мобильный телефон с камерой, выпускаемый фирмой Sony Ericsson, официально представлен 16 июня 2010 года. Аппарат входит в серию GreenHeart. Дизайн во многом напоминает телефон Sony Ericsson J10i2 Elm. Телефон Sony Ericsson J108i выпускался в трёх тонах красно-чёрном, серебристо-чёрном и розово-белым. Корпус целиком изготовлен из переработанного пластика, как и у всех телефонов серии Green Heart. Клавиатура построена по типу «лесенки», что также повышает комфортабельность при вводе. Слот для карт памяти позволяет использовать карты памяти microSD. В телефоне есть встроенный плеер. Телефон оснащён 2-мегапиксельной цифровой камерой без автофокуса, позволяющая делать снимки посредственного качества, что обусловлено высокой степенью JPEG-сжатия изображения (исправляется установкой неофициальных драйверов, с уменьшенным сжатием). Также присутствует инструмент photo fix, который позволяет делать фотографии высокого качества. Присутствует ночной режим, который полностью позволяет заменить светодиодную вспышку.
Данный аппарат был в числе первых телефонов производителя, в которых Sony отказалась от своего формата карты памяти, а также проприетарных интерфейсов для наушников, зарядного и синхронизационного кабеля в пользу более распространённых к тому моменту 3,5 mm Jack и microUSB, соответственно.

## Технические характеристики
| Основные параметры        | Основные параметры |
| ------------------------- | --- |
| Стандарт                  | UMTS 850 МГц, 1900 МГц, 2100 МГц, HSDPA, GSM 850 МГц, 900 МГц, 1800 МГц, 1900 МГц                                        |
| Аккумулятор               | BST-43 1000 мА·ч Li-Pol                                                                                                  |
| Разговор                  | 12.5 ч / 5 ч (UMTS) |
| Ожидание                  | 420 ч |
| Размер                    | 111x49x16 мм |
| Вес                       | 84 г |
| Год выпуска               | 2010 г |
| Дисплей                   | |
| Разрешение                | 240x320 |
| Тип                       | TFT |
| Цвета                     | 262144 |
| Размер                    | "2.2" |
| Сигналы вызова            | |
| Мелодии                   | MP4 (AAC, AAC+, E-AAC+), MP3, M4A, 3GPP, AMR-NB, AMR-WB, WAV, G-MIDI 1, SP-MIDI, RealAudio 8, iMelody, XMF, WMA          |
| Виброзвонок               | + |
| Полифонические мелодии    | число голосов — 72 |
| Редактор мелодий          | - |
| Оформление                | |
| Тип корпуса               | Классический |
| Цвет корпуса              | Красный, серебряный,чёрный                                                                                               |
| Антенна                   | встроенная |
| Размеры                   | 111x49x16мм |
| Масса                     | 84г |
| Развлечения               | |
| Игры                      | Горожане 5, Сталинград ,Revival Deluxe, Glory of the Roman Empire, Ancient Empires II, Sim City,Age of Empires II и д.р. |
| Java                      | MIDP 2.1 JP 8.5 |
| MP3-плеер                 | Walkman 4.0 |
| FM-радио                  | + |
| Фотокамера                | Встроенная 2 Mpx (До 1600х1200 pixels).                                                                                  |
| Мобильный Интернет        | |
| EDGE                      | + |
| GPRS                      | Class 10 (4+1/3+2 slots), 32 — 48 kbps                                                                                   |
| HTML — браузер            | Access NetFront 3.5 |
| WAP                       | 2.0 |
| E-mail — клиент           | + |
| Органайзер                | |
| Диктофон                  | + |
| Календарь                 | + |
| Часы                      | + |
| Будильник                 | + |
| Калькулятор               | + |
| Конвертер валют           | - (Возможна установка фирменного Java-приложения)                                                                        |
| Планировщик               | + |
| Память                    | |
| Встроенная память         | 280 MB |
| Слот для карт памяти      | Secure Digital (MicroSD) до 32 ГБ                                                                                        |
| Сообщения                 | |
| MMS                       | + |
| SMS                       | + |
| EMS                       | + |
| Коммуникации              | |
| IrDA                      | — |
| USB                       | + |
| BlueTooth                 | 2.1 (A2DP) |
| Встроенный модем          | + |
| Дополнительно             | 3G (HSDPA) 7.2 Mbps (закачка), 2 Mbps (отправка); TrackID; виджеты                                                       |
| Управление                | |
| Голосовые команды         | + |
| Голосовой набор           | + |
| Другое                    | |
| Функция громкой связи     | + |
| Русификация               | |
| Набор SMS                 | кириллицей |
| Набор SMS                 | приём SMS в виде кириллицы                                                                                               |
| Набор SMS                 | кириллица на клавиатуре                                                                                                  |
| Набор SMS                 | кириллица в телефонной книге                                                                                             |
| T9                        | - вместо него используется eZi                                                                                           |
| Наличие русского eZi      | + |
| Дополнительная информация | |
| Комплектация              | Телефон, аккумулятор, сетевое з/у, интерфейсный кабель.                                                                  |

## Похожие модели
- Sony Ericsson J105i